# 190P/Мюллера
Комета Мюллера 6 (190P/Mueller) — короткопериодическая комета из семейства Юпитера, которая впервые была обнаружена 21 октября 1998 года американским астрономом Джин Мюллер с помощью 1,22-метрового телескопа Шмидта Паломарской обсерватории. Она была описана как диффузный объект объект 18,0 m звёздной величины с сильной центральной конденсацией и коротким хвостом, протянувшемся на юго-запад. Уже на следующий день были найдены более ранние снимки кометы, полученные американскими астрономами W. D. Ferris и B. W. Koehn 14 сентября. Комета обладает довольно коротким периодом обращения вокруг Солнца — чуть более 8,7 года.

Орбита кометы Мюллера 6 и её положение в Солнечной системе

Первое восстановление кометы произошло 26 июля 2007 года, вскоре после прохождения перигелия, когда она достигла магнитуды 19,5 m, в результате наблюдений итальянских астрономов L. Buzzi и F. Luppi. Текущее положение кометы указывало на необходимость корректировки расчётов её орбиты на 0,3 суток. Эти наблюдения также позволили подтвердить короткопериодический характер кометы и присвоить ей порядковый номер.

### Сближения с планетами
В течение XX и XXI веков комета пять раз подойдёт к Юпитеру ближе, чем на 1 а. е. Причём из-за того, что комета имеет довольно малое значение параметра MOID (0,173 а. е.), порой эти сближения будут очень тесными, что в ближайшем будущем может привести к серьёзным изменениям орбиты.
- 0,65 а. е. от Юпитера 30 января 1901 года;
- 0,26 а. е. от Юпитера 4 сентября 1992 года;
- 0,98 а. е. от Юпитера 6 августа 2029 года;
- 0,29 а. е. от Юпитера 20 января 2066 года;
- 0,68 а. е. от Юпитера 1 октября 2098 года.